# Franziskanerkloster Wismar
Das Franziskanerkloster Wismar war ein Kloster der Franziskaner in der Hansestadt Wismar und bestand von der Mitte des 13. Jahrhunderts bis zur Reformation. Nach der Farbe des Ordenshabits der Franziskaner wird es auch als Graues Kloster bezeichnet, im Unterschied zum Schwarzen Kloster der Dominikaner. Nach seinem Patrozinium wird es auch Kloster Heilig Kreuz genannt.
In den Gebäuden wurde nach der Auflösung des Klosters 1541 eine Schule eingerichtet. Sie wurden wegen Baufälligkeit im 19. Jahrhundert durch neue Schulgebäude ersetzt.

## Entstehung und Klosterbau

Karte von Wismar zur Zeit der Hanse mit der Lage des Grauen Klosters

### Gründung
Ausweislich erhaltener Abschriften von mittelalterlichen Gedenktafeln aus der Klosterkirche kamen Brüder des 1210 gegründeten Bettelordens der Franziskaner (Ordo fratrum minorum „Orden der Minderbrüder“) 1251/1252 möglicherweise aus Lübeck, Rostock oder Schwerin in die damals aufstrebende junge Stadt Wismar und gründeten eine Niederlassung. Sie kamen auf Einladung des Landesfürsten und Stadtherrn von Wismar, Johann I. von Mecklenburg Theologus, der die Franziskaner der Sächsischen Franziskanerprovinz (Saxonia) in ihrem um 1240 entstandenen Kloster in Rostock kennengelernt hatte. Johann, der 1257 seinen Herrschaftssitz von Mecklenburg nach Wismar verlegte, stellte ihnen ein Grundstück zur Verfügung, wo sie ab 1256 nachweisbar Konventsgebäude und eine kleine Kirche errichteten, beginnend mit einem einfachen Haus, aus dem sich ein größerer Komplex entwickelte. Die Franziskaner unterhielten dazu zeitweise eine eigene Ziegelei. 1266 bekam das Kloster den Status eines Konvents, wofür eine Größe von mindestens 12 Brüdern Voraussetzung war. Bereits 1287 tagte im Kloster in Wismar das Provinzkapitel der Saxonia, zu der der Konvent gehörte; dafür standen offenbar inzwischen ausreichend große Räumlichkeiten zur Verfügung. Angaben, dass die Franziskaner eine Niederlassung der Benediktiner übernommen hätten, haben keine belastbare Grundlage, sondern sind offenbar das Ergebnis einer Namensverwechslung mit dem Kloster Cismar. Als erste Franziskaner werden 1255 Thidericus als Guardian und ein Bruder Johannes von Wildeshausen genannt, um 1260 ein Bruder Hinricus.
Das Kloster St. Crucis („vom Heiligen Kreuz“) lag im Sprengel der Nikolaikirche im Norden der mittelalterlichen Hansestadt und tiefer als das Stadtzentrum an der [platea] apud fratres [minores] „bei den Minderbrüdern“, der heutigen Schulstraße, westlich der heutigen ABC-Straße ([platea] retro fratres [minores] „hinter den Minderbrüdern“) und südlich der nach 1400 als Kromekenhagen (heute Krönkenhagen) bekannten Straße, nahe der „Frischen Grube“, einem Wasserlauf. Es war umgeben von engen Gassen, in denen Müller, Weber, Gerber und andere Handwerker wohnten. Gegenüber dem Konvent lag der Stadthof der Fürstin Anastasia von Pommern, gegen Ende des 13. Jahrhunderts entstanden in enger Nachbarschaft zwei Beginenhöfe, zu denen die Franziskaner engen Kontakt hielten und die sie seelsorglich betreuten.
Die geistliche Verbindung zu dem landesfürstlichen Haus und nahestehenden Adligen war in der ersten Zeit des Bestehens besonders eng. Im Franziskanerkloster fanden bereits in den ersten Jahren – vor der Fertigstellung der herrschaftlichen Burg und der Übersiedlung Johanns nach Wismar – mehrfach Verhandlungen zwischen Johann I. Theologus und dem Bischof von Ratzeburg statt, die Brüder traten neben anderen Klerikern als Zeugen auf und konnten somit auch Beziehungen zum Bischof aufbauen. Heinrich I. von Mecklenburg der Pilger brach vom Kirchhof der Franziskaner aus 1271 zum Kreuzzug auf, bei dem er in Gefangenschaft geriet und von dem er erst 30 Jahre später zurückkam und eine Kreuzreliquie mitbrachte, die er dem Franziskanerkonvent vermachte.

### Kirchbau
Die Franziskaner bauten ab 1283 eine neue, ihrem Ordensgründer Franz von Assisi gewidmete Klosterkirche und rissen dafür zunächst den Chor und dann das Schiff der alten Kirche nieder. 1291 wurde der Grundstein für das vermutlich dreischiffige Langhaus gelegt, das 1345 ein Gewölbe erhielt und wahrscheinlich drei Seitenkapellen hatte. Die neue Kirche wurde 1348 geweiht, Ende des 14. Jahrhunderts wurde ihr von einem Mitglied der Familie Plessen eine Orgel gestiftet. Im Chor sollen drei bemalte Fenster gewesen sein, die 1284 von Fürstin Anastasia gestiftet worden waren und die heilige Jungfrau, Franz von Assisi und Antonius von Padua darstellten. Nach historischen Plänen hatte die Kirche um 1500 einen langgestreckten Chor. Die Klosteranlage mit Kreuzgang schloss südlich an die Kirche an und hatte vermutlich zwei Innenhöfe, einen „Klausurhof“ an der Kirche und einen südlich gelegenen „Beihof“.

### Grablegen
Nach den Inschriftlichen Nachrichten über den Chorbau der Franciscaner-Kirche zu Wismar stellten der Ritter Helmoldus de Plessen gemeinsam mit der Fürstin Anastasia, der Ehefrau Heinrichs des Pilgers, die Mittel für den Neubau des Chors samt Inventar zur Verfügung. Die Fürstin war eine große Gönnerin des Franziskanerordens und wurde 1317 im Chor der Kirche beigesetzt, ebenso wie etliche ihrer Kinder und befreundete Adlige. Auch Helmold von Plesses viertgeborener Sohn (Helmold der Jüngere) fand nach seinem Tod am 24. Februar 1319 mutmaßlich innerhalb des Kirchengebäudes seine letzte Ruhestätte. Es waren weibliche oder nichtregierende männliche Angehörige der Fürstenfamilie, die hier beigesetzt wurden, während die Grablege der regierenden Fürsten von Mecklenburg das Doberaner Münster war. Der 1427 von den Anhängern des Neuen Rates auf dem Marktplatz hingerichtete Bürgermeister Hinrik van Haren, der unter dem Lübecker Bürgermeister Tidemann Steen den Verlust der Wismarer Flotte vor Kopenhagen hinnehmen musste, wurde ebenfalls in der Kirche der Grauen Mönche beerdigt. Kirche und Kirchhof der Franziskaner waren bis ins 16. Jahrhundert bevorzugte Begräbnisplätze für mehrere Wismarer Rats- und Bürgerfamilien. Noch in den 1780 wurde die Kirche als Grablege genutzt. Im Jahr 1996 wurden anlässlich von Bau- und Restaurierungsarbeiten an der auf den Klosterfundamenten errichteten Großen Stadtschule Menschenknochen gefunden; ob es sich hierbei um die Grabstätten aus dem 14. Jahrhundert handelt, ist nicht erwiesen. Allerdings endeten die besonders engen Beziehungen zum mecklenburgischen Fürstenhaus mit dem Tod Fürst Heinrichs II. 1329, der nach Auseinandersetzungen mit der Stadt Wismar 1210 seine Residenz nach Sternberg verlegte; als letzte Fürstin wurde 1328 Anna von Sachsen, Heinrichs zweite Ehefrau, in der Franziskanerkirche in Wismar beigesetzt.

## Stellung des Klosters
Der Konvent errang im Laufe des Mittelalters eine wichtige Stellung im geistlichen Leben der Stadt. Viele der Wismarer Ordensbrüder entstammten Wismarer Bürgerfamilien, darunter viele aus Handwerkerfamilien, während bei den vermögenderen Familien eine größere Nähe zum 1293 entstandenen Dominikanerkloster zu beobachten ist. Aus einigen Familien traten offenbar wiederholt Söhne ins Franziskanerkloster ein. Die schreibkundigen Brüder wurden für Rechtsangelegenheiten (Beurkundungen) als Schreiber oder Zeugen eingesetzt, das Kloster war Versammlungsort für Beratungen von Rat und Bürgergruppen. Zum Ende des 15. Jahrhunderts verfügte der Wismarer Konvent über elf Vikarien zur Bestreitung seines Lebensunterhalts. Zum Kloster gehörten Knechte und auch weibliche Bedienstete, teilweise als Terziaren. Für seelsorgliche und geistliche Tätigkeiten erhielten die Franziskaner vom Magistrat und auch einzelnen Bürgern Stiftungsgelder, Memorien und Spenden, auch in Form von regelmäßigen Naturalienbezügen. So wurden Rheinwein, Malz oder Semmeln gestiftet, auch Baumaterialien, Kleidung und Kirchenausstattung wie Kerzen, Messwein und Hostien. Ein Großspender, Gerbert von Warendorf, unterstützte den Klosterbau und das Provinzkapitel 1287 großzügig finanziell. In der Kirche unterhielten und dotierten etliche geistliche Bruderschaften Kapellen und Altäre. Enge Beziehungen bestanden zu den Schuhmachern von Wismar, die unter anderem eine „ewige Messe“ am Laurentiusaltar in der Franziskaner gestiftet hatten und für die auf dem Kirchhof eine Begräbnisstelle reserviert war. Mit der Gründung des Klosters der Dominikaner in Wismar 1293, ebenfalls ein Mendikantenorden, erwuchs den Franziskanern hinsichtlich des Spendenaufkommens eine spürbare Konkurrenz. Mehrere Vermächtnisse hatten den Charakter von Samtstiftungen, mit denen auch die Dominikaner und andere Franziskanerkonvente in Mecklenburg bedacht wurden. Gleichwohl war die wirtschaftliche Lage der Franziskaner in Wismar nicht durchgehend völlig gesichert; wiederholt mussten sie um Unterstützung bitten. Die Verwaltung der weltlichen Güter der Brüder lag, wie vom Papst gefordert, seit dem Anfang des 14. Jahrhunderts bei weltlichen „Tutoren“ oder „Prokuratoren“, die sich aus dem Kreis der Angehörigen des Wismarer Rates rekrutierten. Diese sind erstmals 1324 bezeugt.
Die Wismarer Franziskaner unterhielten zeitweise drei Termineien, kleinere Stützpunkte zum Almosensammeln und als Außenposten für die Seelsorge im Umland, in Sternberg, Neubukow und Grevesmühlen, wofür ihnen Fürst Heinrich 1326 die Grundstücke überlassen hatte; im Gegenzug sollten die Franziskaner für die Fürstenfamilie „fleißig beten“. Der Terminierbezirk des Konvents in Wismar umfasste einen Umkreis von etwa 35 Kilometern um die Stadt, die Termineien lagen mit etwa 20 bis 30 Kilometern Entfernung etwa eine Tagesetappe zu Fuß vom Mutterkonvent entfernt. Für das Klarissenkloster Ribnitz übten die Wismarer Franziskaner die cura monialium, die „Sorge für die Nonnen“ aus. Sie vertraten den Nonnenkonvent als Guardian kirchen- und zivilrechtlich nach außen und waren als Beichtväter im Kloster tätig.

## Das Kloster im franziskanischen Armutsstreit
In den mecklenburgischen Franziskanerklöstern war im Umgang mit Besitz der Konvente und der einzelnen Brüder eine deutliche Entfernung vom ursprünglichen Armutsideal des Ordens zu beobachten. Die Anhänger der strengeren Observanzbewegung lehnten regelmäßige Einkünfte, gemeinsamen Besitz, Renten und Liegenschaften für die einzelnen Brüder und die Gemeinschaft ab. Für das Wismarer Kloster hingegen – wie auch für das dortige Dominikanerkloster – sind ab etwa 1320 und regelmäßig ab etwa 1340 Leibrenten und persönliche Geldzuwendungen an einzelne Brüder oder an den Konvent zur Verteilung an seine Mitglieder nachzuweisen. An die Zuweisungen wurde von den Stiftern zunehmend der Wunsch nach Seelenmessen oder Jahrzeit-Messen als Jahresstiftungen geknüpft und in Form von Altar- oder Kapellenstiftungen an einen bestimmten Ort in der Klosterkirche gebunden.
In den innerfranziskanischen Streitigkeiten des 15. Jahrhunderts um die Armutsfrage stand das Kloster in Wismar wie die Klöster Schwerin, Rostock und Parchim auf der Seite der weniger strengen Konvente. Die mecklenburgischen Herzöge Magnus II. und Heinrich V. waren entschlossen, bei den Bettelorden in ihrem Gebiet die strenge Observanz durchzusetzen, und gründeten das Augustinereremitenkloster Sternberg und das Franziskanerkloster Güstrow, die beide eine enge Auslegung des Armutsgelübdes ohne persönlichen und gemeinsamen Besitz praktizierten; so sollten die bestehenden Klöster unter Zugzwang gesetzt werden. Magnus II. bat 1493 den Rat der Stadt Wismar darum, auf die Franziskaner zu achten, da diese anscheinend Wertgegenstände aus dem Kloster fortschaffen wollten – möglicherweise infolge eines Streits zweier Fraktionen im Kloster wegen der Armutsfrage. Über den Lebenswandel der Wismarer wie auch der Schweriner Franziskaner wurde geklagt.
Doch die bestehenden Franziskanerklöster waren „offensichtlich nicht reformierbar“ und widersetzten sich solchen Reformen. Dabei schlossen sie sich nicht der konventualen Strömung an, sondern beschritten einen Mittelweg, der damals auch von der Leitung der sächsischen Franziskanerprovinz propagiert wurde: Sie bemühten sich um eine Rückkehr zum Armutsideal des Ordensgründers Franziskus, mochten aber nicht völlig auf Besitz und Einkommen verzichten und nahmen 1509 die nach Papst Martin V. benannten Martinianischen Konstitutionen an. Der Rat der Stadt Wismar bestätigte dies 1515 in einem Schreiben an Papst Leo X. und bescheinigte ihnen eine Lebensweise im Sinne der Ordensregeln. Ab 1518 gehörten sie zur neu eingerichteten martinianischen Sächsischen Franziskanerprovinz vom Hl. Johannes d. Täufer, der Saxonia S. Johannis Baptistae, die jedoch schon bald mit allen zu ihr gehörigen Konventen in der Reformation unterging.

## Reformation und Auflösung des Konvents
Ab 1524 erreichte die Reformation Wismar, als im Frühjahr 1524 der Prädikant Heinrich Möllens (Henricus Mollerus) in der Wismarer Georgenkirche predigte, der sich mit der Delegation Herzog Albrechts VII.  in der Stadt aufhielt. Er wandte sich gegen die „Heuchelei der Priester und Mönche“. In der Bevölkerung stieß er auf große Zustimmung, so dass er 1527 zum Pfarrer an St. Georg ernannt wurde. Spätestens seit 1524 predigten in Wismar auch zwei Franziskaner aus dem Katharinenkloster Lübeck, Heinrich Never und Clemens Timme, evangelische Lehren. Heinrich Never war als Kustos der Kustodie Lübeck in der Sächsischen Franziskanerprovinz vom hl. Johannes dem Täufer Oberer aller mecklenburgischen Franziskanerklöster. Umgekehrt ging 1524 Reimar Kock von Wismar ins Lübecker Katharinenkloster und predigte dort evangelisch. Sie alle verließen 1527 den Orden und wurden evangelische Prädikanten, Never wirkte als solcher an der Klosterkirche. Die Franziskanerkirche in Wismar war somit ein erster Stützpunkt der Reformation in Wismar.
Andere Wismarer Franziskaner, so der langjährige Guardian Nikolaus Fink, blieben katholisch, mussten es aber hinnehmen, dass die Stadtregierung die Protestanten protegierte und massiv in die inneren Angelegenheiten der Ordensgemeinschaft eingriff. Am 14. März 1525 erschien die Stadtspitze in Begleitung vieler Bürger im Kloster, setzte Nikolaus Fink als Guardian ab und machte Heinrich Never zu seinem Nachfolger, entgegen der üblichen Regel, dass der Guardian von den Mitgliedern des Konvents gewählt wurde. Das Inventar des Klosters wurde katalogisiert, Wertgegenstände wurden unter Verschluss genommen. Eine letzte testamentarische Spende an das Kloster ist für 1526 nachzuweisen. Die Brüder durften wohnen bleiben, doch konnte kein neues Konventsmitglied zuziehen. Der Konvent war spätestens ab 1527 faktisch aufgehoben. 1535 werden zum letzten Mal Franziskaner dort erwähnt.
Im Zuge von fünf Visitationen zog der Stadtrat das kostbare Inventar des Konvents vollständig ein. Am 29. September 1541 richtete er in den Klostergebäuden eine „Kinderschule“ ein, die nur drei Jahre Bestand hatte. Heinrich Never, dessen Predigten mehr von Zwingli als von Luther beeinflusst waren und der deswegen ein Publikationsverbot und im Dezember 1541 die Suspendierung als Prädikant hinnehmen musste, wurde als Guardian weiter geduldet. Am 2. Mai 1545 erfolgte bei einer vierten Revision die Konfiszierung und Kommunalisierung der letzten Reste des Klosterinventars, vorgeblich wegen der Gefährdung durch umherstreunende Landsknechte. Der „erhafftige Herr“ Heinrich Never, „Gardian des Grawen Klosters“, erhielt darüber eine Quittung. Dieses Datum kann als Ende des Franziskanerklosters in Wismar angesehen werden.
Auf die Kinderschule folgte eine evangelisch-lutherische Lateinschule, später als „Große Stadtschule“ bezeichnet. Kirche und Kirchhof blieben bis ins 19. Jahrhundert Begräbnisstätte. Die Kirche („Graumönchenkirche“) wurde 1816, die Schulgebäude im Laufe des 19. Jahrhunderts wegen Baufälligkeit abgerissen, die heutigen Schulgebäude wurden 1891/1892 an gleicher Stelle errichtet.

## Brüder mit Leitungsaufgaben
Die Oberenämter sind im Franziskanerorden grundsätzlich zeitlich begrenzt und können in der Dauer variabel sein. Die Oberen werden gewöhnlich vom Provinzkapitel für drei Jahre ernannt, wiederholte Ernennung ist möglich. Namen und Jahreszahlen bezeichnen die nachweisbare Erwähnung. In der Regel übten die Brüder nacheinander verschiedene Funktionen in verschiedenen Klöstern der Ordensprovinz aus.

### Guardiane
- Dietrich (Thidericus) (1255)[22]
- Martin (1271)
- Nicolaus (1321)[23]
- Reiner (Reynerus) von Lüneburg (1332, 1333)[24]
- Hermann (1354)[25]
- Dietrich (Thydericus) von Gandersheim (1366)[26] (1377 Beichtvater, 1381 Guardian und Prokurator im Kloster Ribnitz)
- Petrus (1378/79)[27]
- Hermann Lubberstorp (1410/11)[28]
- Johann Gletzemann (1417) (1432 Guardian im Kloster Ribnitz[29])
- Marquard Vrederickstorp (1430)
- Hohannes Syverdes (1460)[30]
- Nicolaus/Klaus (Clauwes) Hamer (1483) (1452 Guardian im Kloster Ribnitz[31])
- Marcus Schutte (1503, 1506)[32]
- Heinrich Küne (1509)
- Nicolaus Finke (Fink) (1496, 1516–1525)[33][34] (vor 1500, 1500/1504, 1513 Guardian im Kloster Ribnitz[35])
- Heinrich Never (1525–1527)[36] (vorher Kustos der Kustodie Lübeck)

### Vizeguardiane
- Elerus (1378/79)[37]
- Petrus Vrese (1410/11)[38]
- Heinrich (Hinricus) Riche (1417)
- Johannes Sovemann (1430)
- Martin Satent (1460)[39]
- Heinrich (Hinrick) Stitent (1483) (1467, 1469, 1475, 1476, 1478 Guardian im Kloster Ribnitz[40])
- Gregor Dene (1503/06)[41]

### Lesemeister
Ab 1327 tauchen Lesemeister (Lektoren) in der Überlieferung auf. Es ist unklar, ob daraus gefolgert werden kann, dass in Wismar ein Studienhaus der Saxonia bestand. Zwölf Lektoren sind namentlich bekannt.
- Johannes (1332)[43]
- Heinrich (1373)[44] (identisch mit Heinrich Plüt/Plüg, 1378, 1373 auch im Kloster in Ribnitz tätig?[45])
- Johannes Zatow (1378)[46] (von 1394 bis zu seinem Tod 1395 Weihbischof im Bistum Schwerin)
- Hermann Tzurow (1410/11)[47]
- Martin Middelborn (1417)
- Jacob Bruwer (1430)
- Nicolaus Hamer, Altenlesemeister (1460)
- Mathias Berndes, Jungenlesemeister (1460)[48]
- Hermann von dem Hagen, Altenlesemeister (1483) (1493 Kustos der Kustodie Lübeck)
- Franziscus van Rine, Jungenlesemeister (1483)[49]
- Detlev Lupus (1503)[50]
- Martin Kryse (1506)[51]

### Gedruckte Quellen
- Mecklenburgisches Urkundenbuch (MUB)
- Mecklenburgische Jahrbücher (MJB)

### Ungedruckte Quellen
Landeshauptarchiv Schwerin (LHAS)
- LHAS 2.12-3/2 Klöster und Ritterorden. Franziskaner-Mönchskloster zu Wismar.
- LHAS 11.11 Regesten, mecklenburgische Urkunden ab 1400.

Archiv der Hansestadt Wismar
- Archiv der Hansestadt Wismar (AHW) Abt. II: Urkunden, Rep.1, A: Bestand Geistliche Urkunden, XXXV. Mindere Brüder.
- Archiv der Hansestadt Wismar (AHW) Abt. VI: Ältere geistliche Amtsbücher.